# Barbula kiaerii
Barbula kiaerii là một loài Rêu trong họ Pottiaceae. Loài này được Broth. mô tả khoa học đầu tiên năm 1903.